# Куинс
Куинс (на английски: Queens) е един от 5-те административни района на град Ню Йорк, както и окръг в щата Ню Йорк, САЩ. Куинс е с население от 2 405 464 жители (2020) и има обща площ от 461,70 км² (178,30 мили²), което го прави най-големият по площ район на град Ню Йорк.

## Квартали
Някои квартали на Куинс:
1. Астория
2. Астория Хайтс
3. Бейсайд
4. Бейсуотър
5. Бийчхърст
6. Блисвил
7. Камбрия Хайтс
8. Литъл Нек
9. Оукланд Гардънс
10. Северна Корона
11. Хънтърс Пойнт